# El Victorial

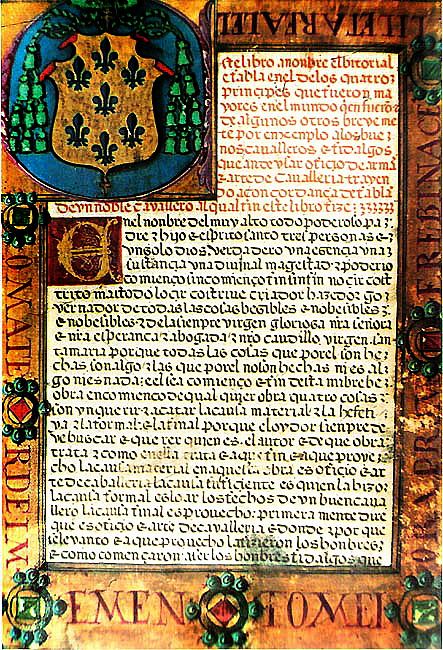
Portada de El Victorial, manuscrito BNE Ms. 17648 f.1r

El Victorial o Crónica de don Pero Niño (h. 1436) es una crónica biográfica caballeresca sobre la vida y aventuras de Pero Niño, escrita por su alférez Gutierre Díez de Games. Se trata de un libro que aglomera una variada cantidad de géneros y elementos literarios, entre los cuales coexisten la crónica, la historia, la ficción y la biografía; no obstante, la crítica siempre lo ha interpretado, además, como un tratado de caballería que recopila los valores más fundamentales del ideal caballeresco medieval.
La obra debió tener una primera redacción de 1406 aproximadamente. El grueso de su composición dataría de 1436 y sería completado en 1448. Es posible que hacia 1453 se añadiera un epílogo para concluir la biografía de Pero Niño.
A día de hoy se conserva en un manuscrito en la Biblioteca Nacional de España, con la signatura BNE Ms.17648. El libro se aleja de las crónicas habituales para adoptar los códigos de la narración caballeresca sobre la vida de un personaje histórico, género que contaba con antecedentes en la literatura europea. La obra se adereza con reflexiones al hilo de los hechos e inserción de exempla provenientes de la historia o el folclore.

## Estructura
La obra se divide en un prólogo introductorio (proemio) y el grueso de la narración, que alberga tres partes bien diferenciadas.
El Proemio o prólogo nos suministra información sobre el autor, Gutierre Díez de Games y su amo Pero Niño, al que sirvió desde que ambos tenían unos 23 años:
"Yo, Gutierre Díaz de Games, criado de la casa de don Pero Niño, conde de Buelna, vi de este señor todas más de las cavallerías e buenas fazañas que fizo, e fui presente de ellas [...]. E fize de él este libro".
La intención de Díez de Games al incluir un proemio a su trabajo de cronista deja en evidencia su intención de realizar un estudio del ideal caballeresco. Este comienza encomendándose a Dios y a la Virgen, siendo ellos los impulsores de la creación de su trabajo; lo cual se adecúa más a un tratado de caballería que a la biografía historicista de un caballero medieval, pues estos tomaban el papel de defensores de la figura de Cristo y la religión católica. Seguidamente, Games explica en el proemio las causas de su obra de la siguiente manera.
"La causa material en aquesta obra es oficio e arte de cavallería; la causa eficiente es quién la fizo; la causa formal es loar los fechos de un buen cavallero; la causa final es provecho"
Dedica gran parte del proemio a explicar el ideal caballeresco y la vocación cristiana que este debe tener. Además, deja ver sus influencias por la cultura anglofrancesa y la cultura grecolatina, dejando varias páginas para hablar de personajes como Julio César.
En este lugar además, usando estrofas del Libro de Alexandre, nos habla de la caballería universal y presenta la estructura de la obra.
El cuerpo de la narración se divide, según Beltrán (1987), en tres partes:
- La primera desarrolla el esquema tradicional del héroe mítico y se ocupa del nacimiento y linaje de Pero Niño, de su educación, hazañas de juventud y primer matrimonio. Este esquema tiene tres fases:

1. Genealogía remota del futuro héroe. Nacimiento y linaje excepcional (capítulo 9).
2. Localización del contexto de la guerra fratricida entre Enrique de Trastámara y Pedro I de Castilla (capítulos 10-17)
3. Glosa de su educación cortesana, en que revela con precocidad sus virtudes innatas.

- La segunda narra las campañas mediterráneas de 1404 contra los corsarios mahometanos y las de 1405 y 1406 en la costa atlántica francesa en apoyo de la armada gala contra Inglaterra. Todo ello con todo detalle y precisión, lo que ha hecho pensar que se valiera de un diario, quizá elaborado por el propio Gutierre Díez.

- La tercera parte es más breve y cuenta el regreso del conde de Buelna a Castilla, la campaña contra Granada de 1407, sus amoríos con Beatriz de Portugal, el exilio en Bayona y las tensas relaciones que estableció con el rey Juan II. Esta parte centra en los últimos años de la existencia de Pero Niño desde 1443 hasta 1446 en que se detiene la narración. Está relatada sumariamente y con precipitación.[1]

## Genealogía y linaje de Pero Niño
La genealogía de Pero Niño es incierta, por lo cual Games aprovecha para aportarle al protagonista del libro un origen casi mitológico y heroico. Se recoge que Pero Niño proviene de la casa francesa de Anjou por parte de padre, en la persona de su bisabuelo el caballero Juan Niño, y de la casa castellana de la Vega, por parte de madre.
El linaje del conde de Buelna se ve afectado por el antiguo conflicto sucesorio entre Pedro el Cruel y Enrique II, quienes disputaron el trono de la dinastía Trastámara. El abuelo de Pero Niño, Pero Fernández Niño, había formado parte del bando petrista en el conflicto bélico, y siempre se mantuvo fiel a Pedro el Cruel. Esto, a priori, había convertido a sus descendientes en enemigos de la corona de Castilla, tras la victoria de Enrique II sobre su hermano.
No obstante, Games alabó el pasado petrista de Pero Niño, pues consideraba que representaba excepcionalmente la lealtad al rey, uno de los más grandes valores nobiliarios. Y es de esta manera, que el cronista dedica los primeros capítulos a defender este linaje, centrándose en dos valores: la lealtad y relación servicio-merced con el monarca, y la Fortuna, quien ocasionó la caída de Pedro el Cruel, y que, de haber salido él victorioso, no se habría generado tanto estigma en contra de los petristas.
En todo caso, en los capítulos posteriores, una reconciliación entre el linaje de Pero Niño con la casa de los Trastámara, terminado de limpiarse completamente su genealogía. Esto ocurrirá cuando la reina doña Juana le proponga a Juan Niño, padre del protagonista, mudarse a la corte con su familia, para que su mujer fuese la nodriza del infante Enrique, futuro Enrique III.

## Infancia y educación
Sus primeras enseñanzas las recibió por parte de su madre junto al príncipe Enrique, siendo los dos prácticamente hermanos, lo cual privilegió exponencialmente el buen aprendizaje del joven Pero Niño. Se crio por tanto en la corte de esta manera, hasta que, entrando en su adolescencia, Alfonso XI le asignó un ayo, Ruy López Dávalos, una especie de figura paterna que se encargase de la correcta educación del joven en materia caballeresca.
A partir de este punto en la narración, se sintetiza mucho la evolución de Pero Niño, centrándose solo en las pruebas de iniciación bélica. De esta manera, entre los capítulos XIX y XXI, se reduce a una transición entre la niñez del protagonista y su primer contacto con las armas. En estos se le realiza al joven un adoctrinamiento ético y moral basado en tres principios, tal como se explica en el libro: "Ante todas cosas conosced a Dios, e después conosqed a vós, e después conosqed a los otros" (p. 235). Los capítulos XIX y XX se centran en el conocimiento de Dios, mientras que el XXI en el conocimiento de sí mismo y el de los demás. Estos valores son heredados de la tradición de los compendios de castigos del siglo XIII y los regimientos de príncipes.

## Hazañas y vida caballeresca
El grueso del libro narra las numerosas hazañas caballerescas desde Cerco de Girón, cuando lleva a cabo su toma de armas, hasta las batallas marítimas en el Mediterráneo y en el Atlántico.
Empieza cuando el rey lo arma caballero después de años de servicio batallando contra moros e ingleses. Jura lealtad e incondicional apoyo al rey, y se vuelve a ver la relación servicio-merced que se había visto en los capítulos anteriores, pero ahora encarnado en el mismo Pero Niño.
Poco después, muere Enrique III, con quien se había criado desde su infancia y era un importantísimo apoyo en la corte. Y no fue hasta veinticinco años más tarde que se le otorgaría el título de conde de Buelna a vísperas de la batalla de Higueruela, mediante la intercesión de don Álvaro de Luna.
En el periodo entre 1396 y 1406, hay una clara laguna en las crónicas oficiales de la época, precisamente los años en los que Pero Niño realiza sus mayores hazañas, según se cuenta en El Victorial. Entre estas, destaca la competencia con el rey de Aragón, don Fernando, por la mano de doña Beatriz de Portugal. En este duelo saldría victorioso Pero Niño, demostrando que la nobleza es capaz de imponerse a los monarcas.

## Valoración
Aunque la biografía es favorable al conde de Buelna, Gutierre no cae, empero, en la adulación. Gran parte de la obra se dedica a tratar de aventuras guerreras y batallas navales de Pero Niño por distintos lugares. Por ello El Victorial entronca con los libros de viajes medievales, género relacionado en última instancia con Il Milione, libro de los viajes de Marco Polo o, en el ámbito de Castilla, con la Embajada a Tamorlán de Ruy González de Clavijo.
Sin embargo, las actitudes e ideas que dominan la Crónica de Pero Niño son las de los libros de caballerías. Encontramos torneos y ejercicios ecuestres descritos minuciosamente, y el código de conducta de los personajes está regido por la cortesanía de la época. Es probable que, no solo la ficción, sino el mundo de la aristocracia de este periodo se comportara con arreglo a estos modos corteses y, más allá de la ficción caballeresca, el libro sea un buen reflejo de la sociedad noble de la primera mitad del siglo XV.

## El ideal caballeresco segúnEl Victorial
Pese a que se pueda interpretar como un fiel tratado de caballería, El Victorial no termina de plasmar una visión objetiva de la realidad castellana. Games se deja influenciar por los tratados y las novelas de su época, de manera que proyecta más un modelo teórico que real de la cultura caballeresca, apoyándose especialmente en ideales e imágenes ficticias. En todo caso, es importante recalcar que la influencia de Games no es tanto peninsular, sino francesa e inglesa.
Se dice que El Victorial mostraba la imagen que tenía la caballería sobre sí misma. Games se olvida de las opiniones que tenían los demás estamentos sociales sobre este panorama. Por tanto, ignora la perspectiva nobiliaria y la influencia de esta en el ideal caballeresco.
Toma una gran importancia en este ideal la vocación cristiana que tenía el caballero, pues este no era más que un instrumento de Cristo. Esto comprendido en un contexto medieval de la reconquista de la península. Games marca un antes y un después de Cristo en la caballería, diferenciando dos periodos distintos. La caballería precristiana había sido llevada a cabo por los reyes y héroes bíblicos como Judas Macabeo, Salomón, o Judit; y por personajes clásicos como Hércules, Alejandro, o Julio César. Estos se encargaron de combatir la mancha que había dejado el pecado y el desastre de la torre de Babel. Por otra parte, en la caballería después de Cristo, distingue tres categorías: los ángeles, los mártires, y los reyes y caballeros.

## Influencias literarias
Además de las ya mencionadas influencias bíblicas y grecolatinas que se hacen más evidentes a lo largo del libro, es curioso ver cómo Games prescinde del rey Arturo en su modelo de los nueve varones. El ciclo artúrico queda excluido, pese a presentar una gran admiración por la cultura inglesa, su formación y su ideal caballeresco, llegando a incluir el relato de Bruto de Troya.
Se presentan en El Victorial de forma clara varios tópicos e imágenes heredadas del ideal caballeresco francés. Partiendo desde su nacimiento, donde se vaticina para Pero Niño desde un principio un futuro brillante y lleno de grandes hazañas, lo cual era muy común en las historias caballerescas medievales. Estas influencias también se hacen presentes en episodios como en el del hospedaje en casa de mosén de Arnao de Tría, donde los caballeros demuestran una gran fascinación por las canciones y trovas típicas provenzales.
Games aporta un elemento único en la crónica castellana al incluir en su relato los amores y la vida personal de Pero Niño. Es de esta manera, que se puede apreciar fácilmente la influencia del amor cortesano francés. Se plantea el característico triángulo amoroso entre el señor feudal, su joven esposa y el caballero. El mosén Arnao de Tría efectúa una disputa por la mano de su esposa contra Pero Niño.
Esta visión del heroísmo por amor se hace muy presente a lo largo de la obra. Era muy común en la literatura caballeresca de la época ver cómo todos los encuentros amorosos se producían como fruto de escenas de guerra o de peligro. El Victorial no sería la excepción, tal y como podemos apreciar en el episodio del asedio de Pontevedra.

## Ediciones
- DÍEZ DE GAMES, Gutierre, El Victorial: Crónica de don Pedro Niño, Conde de Buelna.. Año=1436 (Manuscrito). Biblioteca Nacional de España (Biblioteca Digital Hispánica).
- DÍEZ DE GAMES, Gutierre, El Victorial, ed. Rafael Beltrán Llavador, Universidad de Salamanca (Textos recuperados, 15), 1997.
- Englsh translation: Gutierre Diaz de Gamez. The Unconquered Knight. A Chronicle of the Deeds of Don Pero Nino, translated by Joan Evans. Cambridge, Ontario 2000